# Радикални феминизам
Радикални феминизам (енгл. Radical feminism) струја је унутар феминистичког покрета чији следбеници тврде да је главни узрок угњетавања жена постојање патријархата у људском друштву, односно формални или неформални систем власти којим се одржава мушка доминација над женама. Радикалне феминисткиње зато тврде да се жене могу ослободити једино ако сруше патријархат потпуним одбацивањем тзв. родних улога и радикалном променом друштва.
Радикални феминизам изродио се из феминизма другог таласа у другој половини шездесетих година прошлог века и посматрао је патријархат као трансисторијски феномен, који је био најзначајнији облик угњетавања жена - не само „најстарији и најопштији облик мушке доминације, већ и њен основни облик“ и модел за све друге форме тлачења жена. Његове заговорнице биле су незадовољне начином на који су други друштвени покрети третирали женске проблеме, као и родном дискриминацијом унутар тих покрета. Одбациле су став да ће проблем инфериорног положаја жена бити решен путем промене закона (за шта су се залагале либералне феминисткиње), односно укидањем класних разлика (за што су се залагале социјалистичке и марксистичке феминисткиње).
Радикалне феминисткиње су често критиковане због тврдњи да је мушка доминација главни узрок свих врста угњетавања, због истицања родне дискриминације по цену игнорисања расне и класне дискриминације, као и због тога што су се опирале да сарађују са мушкарцима како би заједничким снагама утицали на промене политичким путем. Уз радикални феминизам везује се и израз милитантни феминизам, који се често схвата као пејоративни назив који користе његови противници, као и противници сродних струја унутар феминизма.